# 武田一康
武田 一康（たけだ かずやす、1948年4月24日 - ）は、競輪予想紙・コンドル出版社代表取締役社長。熊本市出身。

## 来歴
実弟の武田圭二はコンドル出版社専務で、末弟の武田幸三も同社業務に携わっている。書道家の武田双葉は義妹。同じく書道家の武田双雲、武田双鳳、武田双龍は甥。
有明工業高等専門学校を中退ののち、家業であるコンドル出版社に携わり、自身が長男であることから、後に社長業を継いだ。かつては、主販売場である熊本競輪場で場立ちを行っていた経験もあり、その実績もあって、現在は同場でファンサービスの一環としてしばし行われている、公開予想会等のイベントに随時出演している。
また、コンドル出版社のホームページ上で、日々の日記を綴っており、日によっては、競輪界への提言等、厳しい内容であることがある。選手には厳しいが、奥方には頭が上がらないとのこと。
地元のベテラン選手であった西川親幸（引退）など、かつて取材時に軋轢のあった一部の選手に対して、歯に衣着せぬコメントを時折載せることを継続することもあり、一部の選手やファンからの反感もある。逆に、取材などで好印象を持ったり競走スタイルを好評価した選手に対しては、その旨を強く記述することもある。
2013年末のSS11騒動や、翌年1月の「KEIRIN EVOLUTION」には否定的な意見を表明。創成期の競輪をリスペクトしており、近年の大ギヤ化も懸念している。また、50円券・20円券の発売なども提唱している。